# Антиопа (амазонка)

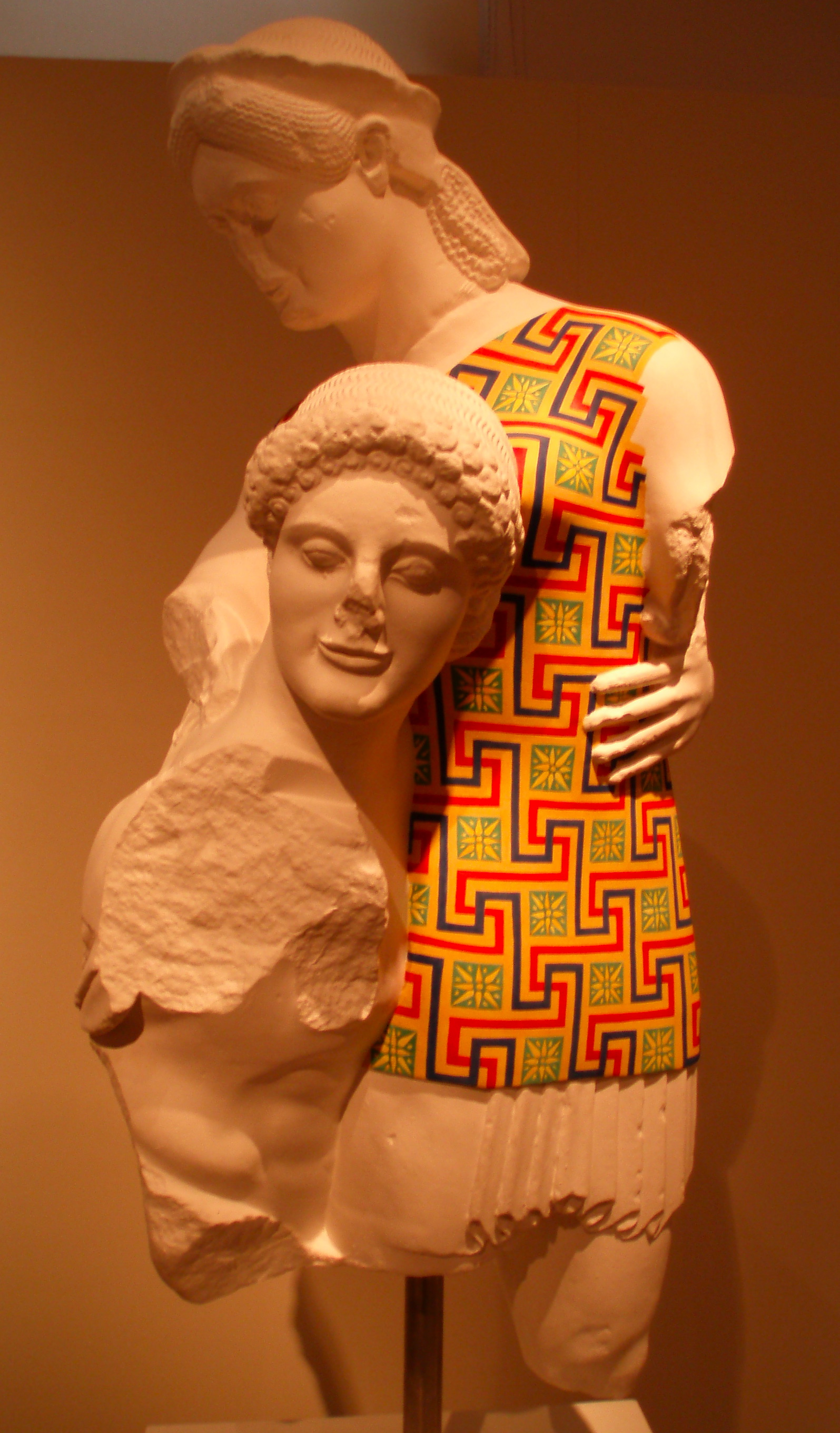
Тесей и Антиопа

Антиопа (др.-греч. Ἀντιόπη) — персонаж древнегреческой мифологии, амазонка и (по одной из версий) царица амазонок. Жена Тесея, мать Ипполита. Погибла при отражении нападения амазонок на Аттику либо при попытке поднять восстание против мужа.

## В мифологии
Гигин называет Антиопу дочерью Ареса — прародителя всех амазонок. Матерью Антиопы, по данным этого писателя, была Отрера, а по данным Мавра Сервия Гонората — Ипполита. При этом Павсаний и Юстин называют Ипполиту сестрой Антиопы, наряду с Меланиппой и Орифией (у Юстина). По словам Юстина и Агия Трезенского (источника Павсания), Антиопа была царицей амазонок, соправительницей Отреры; по другим версиям, она была сестрой или дочерью царицы (Ипполиты).
Вместе с Отрерой Антиопа построила каменный храм Ареса на берегу Чёрного моря. С определённого момента её судьба оказалась тесно связана с судьбой царя Афин Тесея, причём источники описывают это по-разному. По одной из версий, Тесей был в составе армии Геракла, воевавшей с амазонками; Антиопу захватил в плен либо сам Тесей, либо Геракл, позже подаривший её Тесею. Ещё один вариант предполагает, что Антиопа возглавляла оборону города Фемискира, но сдалась, поскольку влюбилась в афинского царя. Некоторые античные авторы пишут, что Тесей предпринял самостоятельный поход против амазонок и захватил Антиопу благодаря помощи своего друга Пирифоя или своего возничего Форбанта. По ещё одной версии, он хитростью заманил амазонку на свой корабль. Наконец, Антиопа могла попасть в плен во время вторжения амазонок в Аттику.
По данным Менекрата, до отплытия из страны амазонок афинянин Солоэнт влюбился в пленницу, но был отвергнут и утопился. Антиопа стала женой Тесея. Согласно классической версии мифа, именно она родила старшего сына царя — Ипполита. При этом у Пиндара Антиопа — мать Демофонта (сына Федры в других источниках), а некоторые авторы называют матерью Ипполита Главку, Ипполиту или Меланиппу.
Антиопа умерла в Афинах. О том, как это произошло, источники рассказывают по-разному. По одной версии, амазонки двинулись на Аттику войной, чтобы отомстить за похищение Антиопы, и последняя либо погибла в бою, сражаясь на стороне мужа (Плутарх пишет, что её убила Молпадия), либо была принесена Тесеем в жертву согласно оракулу Аполлона. По другой версии, из эпической поэмы «Тесеида», когда Тесей охладел к жене и решил заключить второй брак (с Федрой), Антиопа подняла против него восстание и напала на город, но погибла от рук Геракла. Псевдо-Аполлодор сообщает, что она явилась на свадьбу Тесея и Федры в полном боевом облачении и заявила, что убьёт всех присутствующих; в схватке она была убита либо Пенфесилеей, либо самим Тесеем, либо его людьми.

## Память
В исторические времена путникам показывали надгробный памятник Антиопы, который находился при входе в Афины со стороны Фалера, у Итонийских ворот. Войну Тесея с амазонками изображали на аттических вазах (начиная с VI века до н. э.), а также на рельефах в храме Зевса в Олимпии, в Парфеноне, Тесейоне и других местах. При этом имя Антиопы в связи с такими изображениями упоминается редко.
Антиопа стала персонажем романа Мэри Рено «Тесей». Двойной астероид (90) Антиопа, открытый в 1866 году, мог быть назван в её честь либо в честь Антиопы из беотийского мифологического цикла.